# Neocicindela spilleri
Neocicindela spilleri is een keversoort uit de familie van de loopkevers (Carabidae). De wetenschappelijke naam van de soort is voor het eerst geldig gepubliceerd in 1965 door C.M.C. Brouérius van Nidek.